# Net Force
Pour plus de détails, voir Fiche technique et Distribution.
Net Force est un téléfilm américain avec Scott Bakula, basé sur la série de romans écrits par Tom Clancy et Steve Pieczenik ; il a été diffusé sur ABC en 1999 et est publié en DVD.

## Synopsis
En 2005, Alex Michaels (Scott Bakula) est adjoint au chef d'une nouvelle unité du FBI appelée "Net Force" : sa mission est de surveiller les crimes informatiques et de servir de police sur l'Internet. Le patron de l'unité, Steve Day, ayant été assassiné, tout porte à croire que le responsable de ce crime est le propriétaire de la compagnie Januscorp, Will Stiles (Judge Reinhold), présenté comme un élève de Bill Gates. Stiles est sur le point de publier un nouveau navigateur sur le net qui lui permettrait de prendre le contrôle de tout PC connecté, donc de l'Internet et du monde…
Michaels remplace son chef aux commandes de Net Force, et doit à la fois partir en chasse de Stiles et gagner la confiance de ses collaborateurs.

## Fiche technique
- Titre original : NetForce
- Inspiré de la série de romans NetForce écrits par Tom Clancy et Steve Pieczenik
- Musique originale : Jeff Rona
- Image : David Hennings
- Montage : Alan L. Shefland
- Durée : 153 minutes
- Langue : anglais
- Budget : 20 millions de $[réf. nécessaire]
- Couleur
- Ratio : 1.33 : 1

## Distribution
- Scott Bakula (VF : Guy Chapellier) : Alex Michaels
- Joanna Going (VF : Laurence Sacquet) : Toni Fiorelli
- Xander Berkeley : Bo Tyler
- Brian Dennehy (VF : Claude Brosset) : Lowell Davidson
- Kris Kristofferson (VF : Michel Papineschi) : Steve Day
- CCH Pounder : Sandra Knight, directrice au FBI
- Judge Reinhold : Will Stiles
- Cary-Hiroyuki Tagawa : Leong Cheng
- Chelsea Field (VF : Séverine Morisot) : Megan Michaels
- Sterling Macer Jr : le colonel John Howard
- Adrian Paul (VF : Emmanuel Garijo) : Jay Gridley

## Récompenses
- Emmy Award, 1999, nomination comme Outstanding Sound Editing for a Miniseries, Movie or a Special
- Golden Reel Award, 2000, nomination comme Best Sound Editing - Television Mini-Series - Dialogue & ADR et Best Sound Editing - Television Mini-Series - Effects & Foley[1]

## Sources
- (en) Cet article est partiellement ou en totalité issu de l’article de Wikipédia en anglais intitulé « Netforce (film) » (voir la liste des auteurs).